# Wikipedija na cebuano jeziku
Cebuano Wikipedija (ceb.: Wikipedya sa Sinugboanon) je verzija Wikipedije na cebuano jeziku. Cebuano verzija Wikipedije je započeta u lipnju 2005. godine. 2. veljače 2013. godine prešla je prag od 100.000 članaka. U veljači 2017. imala je više od 4.000.000 članaka.
Krajem 2015. godine su preko 1.400.000 članaka stvoreni pomoći Lsjbot bota.

## Vanjske poveznice
- Cebuano Wikipedija

|  | Zajednički poslužitelj ima još gradiva o temi Cebuano Wikipedija |